# 133 (liczba)
133 (sto trzydzieści trzy) – liczba naturalna następująca po 132 i poprzedzająca 134.

## W matematyce
- 133 jest ósmą liczbą całkowitą Bluma[1]
- 133 jest liczbą Harshada[2]
- 133 jest liczbą wesołą[3]
- 133 jest liczbą ośmiokątną[4]
- 133 jest palindromem liczbowym, czyli może być czytana w obu kierunkach, w pozycyjnym systemie liczbowym o bazie 11 (121)
- 133 należy do czterech trójek pitagorejskich (133, 156, 205), (133, 456, 475), (133, 1260, 1267), (133, 8844, 8845).

## W nauce
- liczba atomowa untritrium (niezsyntetyzowany pierwiastek chemiczny)
- galaktyka NGC 133
- planetoida (133) Cyrene
- małe ciało Układu Słonecznego 133P/Elst-Pizzaro

## W kalendarzu
133. dniem w roku jest 13 maja (w latach przestępnych jest to 12 maja). Zobacz też co wydarzyło się w roku 133, oraz w roku 133 p.n.e.

## W literaturze
Amerykański matematyk i polemista z pseudonauką Martin Gardner w The Numerology of Dr. Matrix napisał, że numerologiczne interpretując numer książki w katalogu Biblioteci Kongresu Numerology for everybody zapisany w klasyfikacji dziesiętnej Deweya to po dodaniu do niego jego niego samego w odwrotnej kolejności cyfr otrzymujemy dwukrotnie liczbę Bestii (133.335 + 533.331 = 666.666).